# Battus laodamas
Đuôi én đốm xanh lá cây (Battus laodamas) là một loài bướm thuộc họ Papilionidae. Đây là loài bản địa châu Mỹ.

## Phụ loài

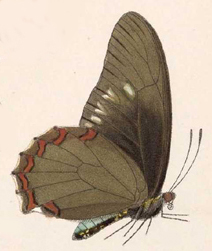
underside of B. l. iopas

- Battus laodamas laodamas (C. Felder & R. Felder, 1859)
- Battus laodamas copanae (Reakirt, 1863)
- Battus laodamas iopas (Godman & Salvin, 1897)
- Battus laodamas rhipidius (Rothschild & Jordan, 1906)

## Hình ảnh

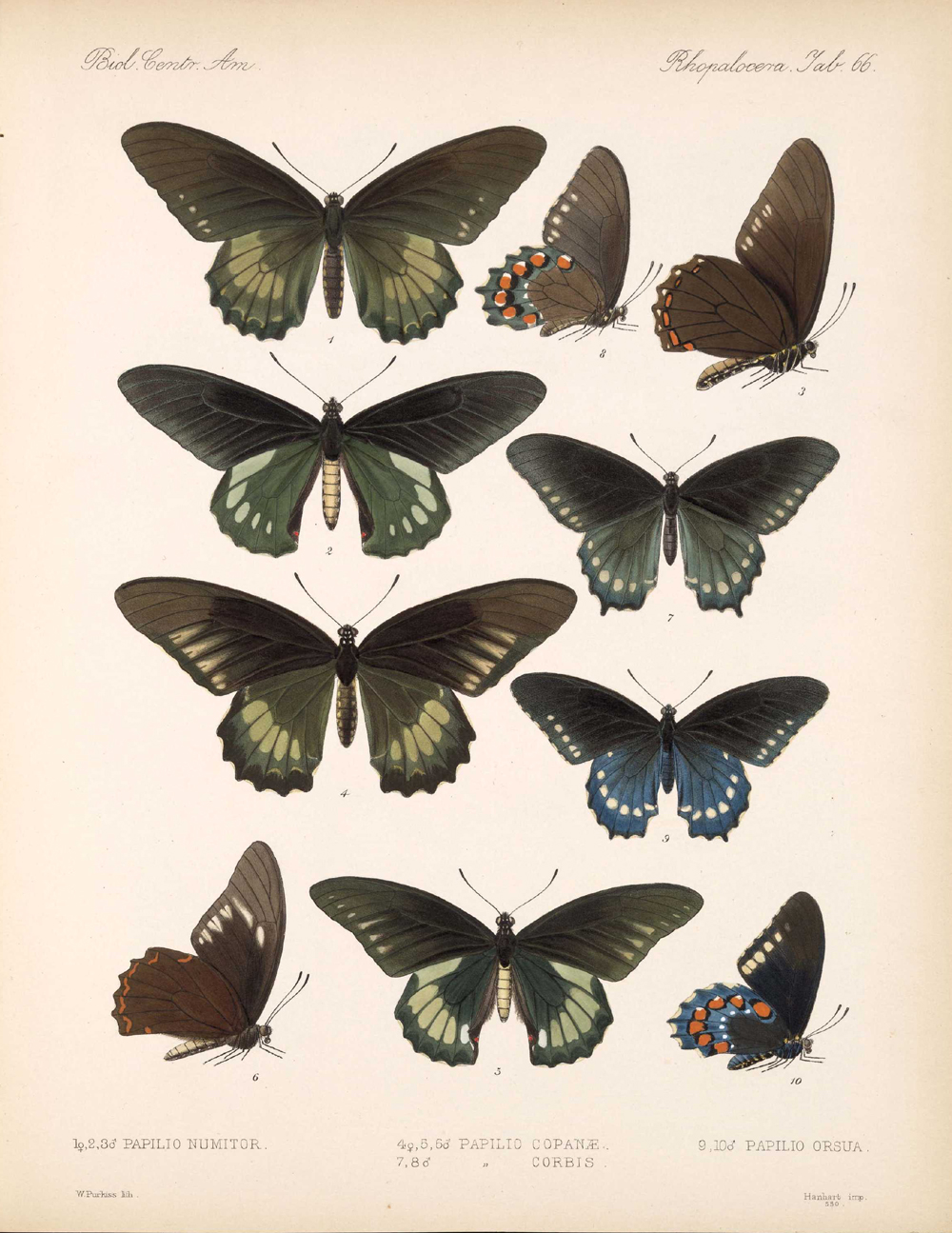
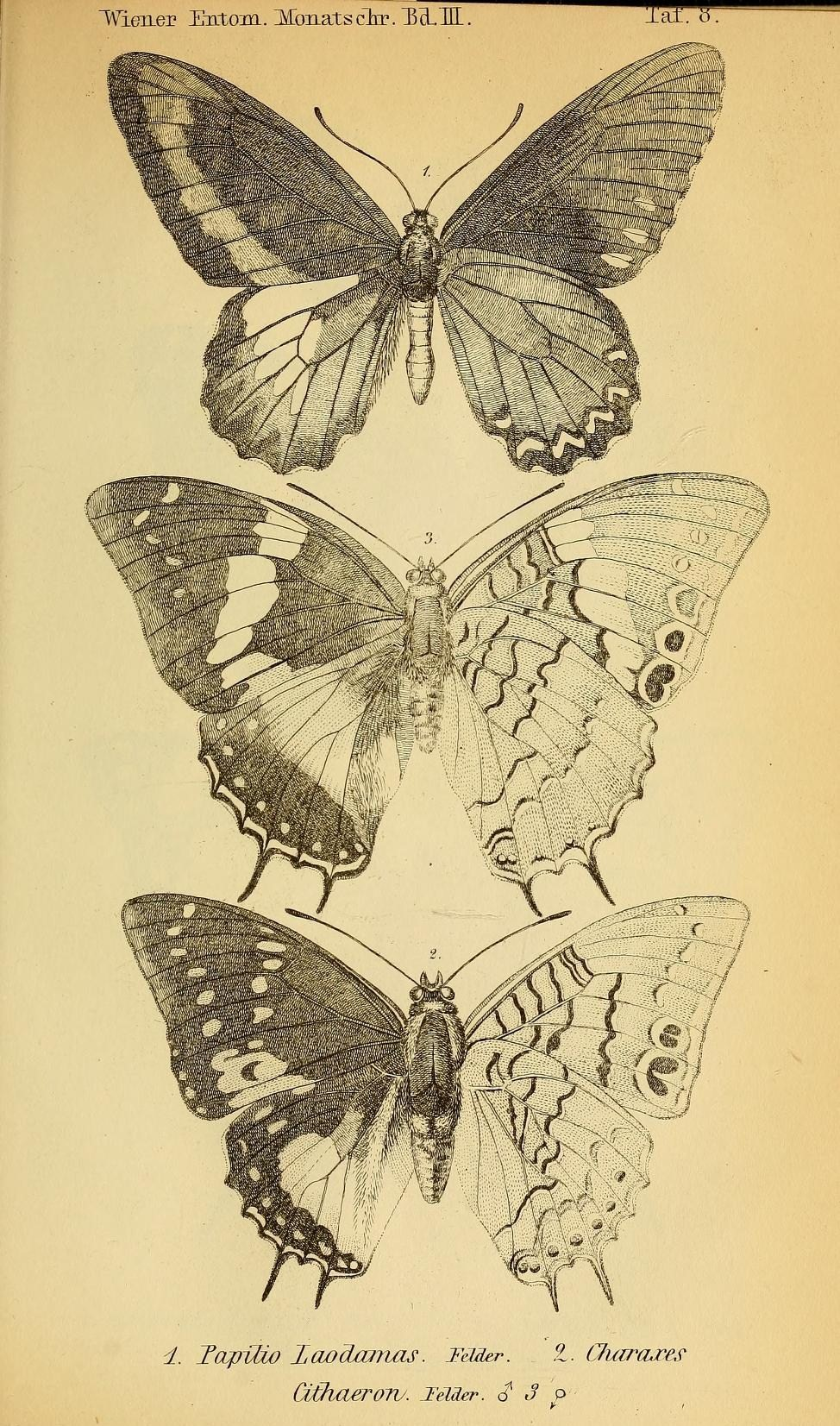
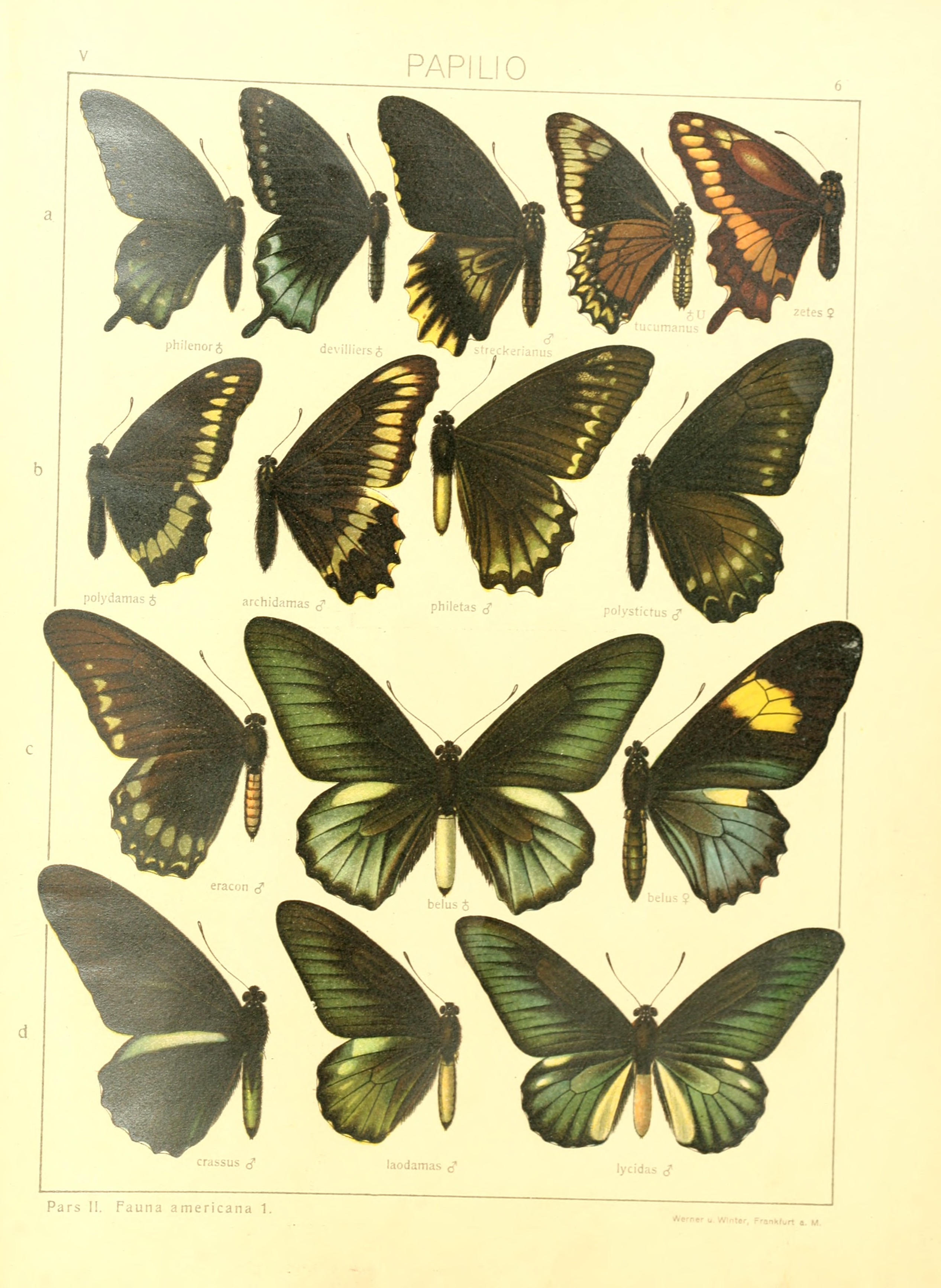